# Кобылино (Орловская область)
Кобылино — село в Болховском районе Орловской области России. Входит в состав Однолуцкого сельского поселения.

## География
Село находится в северной части Орловской области, в лесостепной зоне, в пределах центральной части Среднерусской возвышенности, на расстоянии примерно 6 километров (по прямой) к юго-востоку от города Болхова, административного центра района. Абсолютная высота — 238 метров над уровнем моря.
Часовой пояс
Село Кобылино, как и вся Орловская область, находится в часовой зоне МСК (московское время). Смещение применяемого времени относительно UTC составляет +3:00.

## Население
| 2010 |
| ---- |
| 40   |

Половой состав
По данным Всероссийской переписи населения 2010 года в гендерной структуре населения мужчины составляли 42,5 %, женщины — соответственно 57,5 %.
Национальный состав
Согласно результатам переписи 2002 года, в национальной структуре населения азербайджанцы составляли 53 % из 53 чел., русские — 47 %.

## Транспорт
К западу от села проходит автодорога Р92, к востоку — автодорога 54К-1.

## Улицы
Уличная сеть села состоит из двух улиц.

## Великая Отечественная война

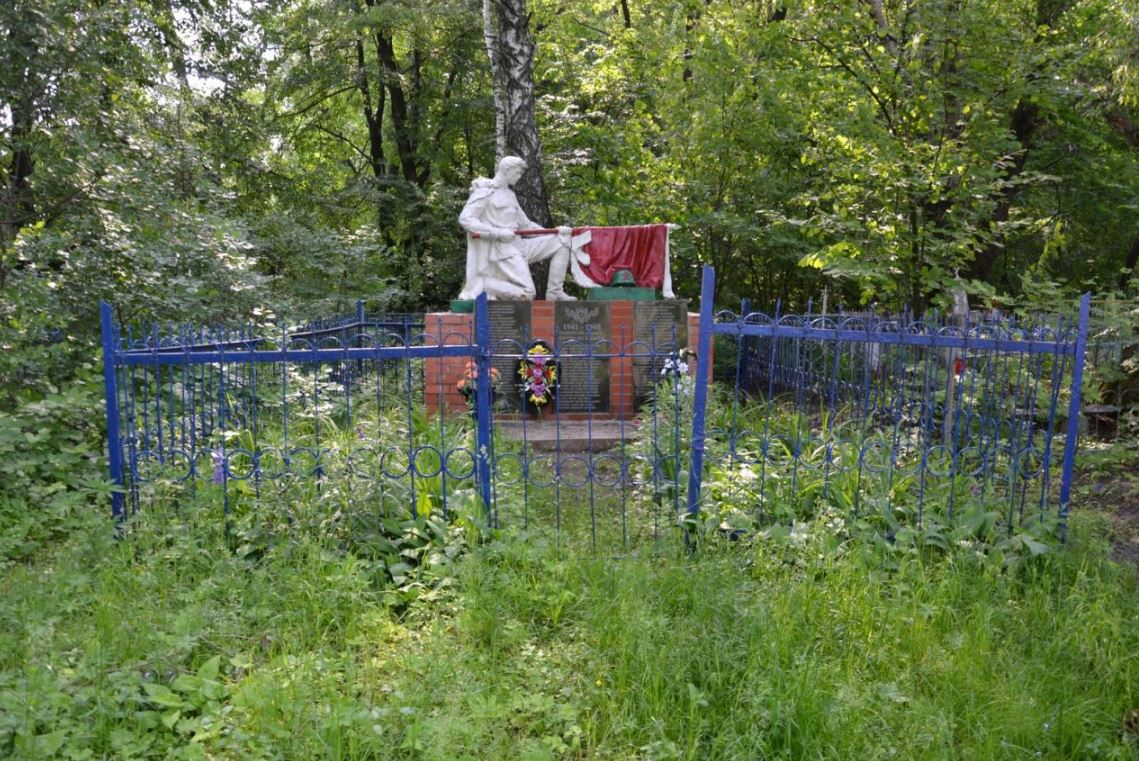
Братская могила в селе Кобылино

На территории села расположена братская могила 78 павших в боях защитников Родины.
В братской могиле захоронены воины из 12, 77 гв. 411 стрелковых дивизий, 49 мотострелковой бригады, 62 мехбригады.
Перезахоронены из посёлка Грачи, деревень Королевка, Татаринкова, Ясная Поляна.